# Carmel-by-the-Sea
Pour les articles homonymes, voir Carmel.
Carmel-by-the-Sea est une ville américaine située dans le comté de Monterey, dans l'État de Californie, à environ 150 km au sud de San Francisco, sur la côte centrale. D'après le recensement des États-Unis de 2010, sa population s'élève à 3 722 habitants.

## Géographie
Située au sud de la péninsule de Monterey dans la zone côtière Big Sur, face à l'océan Pacifique, le climat de Carmel-by-the-Sea est tempéré de type méditerranéen, avec beaucoup de brouillard en été, et des températures maximales d'environ 28-30 °C l'été et de 2-6 °C l'hiver.

## Histoire
Carmel-by-the-Sea se situe tout près de la mission San Carlos Borromeo. La mission se trouve intialement (1770) dans le présidio de Monterrey, mais le père Junipero Serra la déplace en 1771 aux abords de la future Carmel-by-the-Sea. À l'abandon après la sécularisation des Missions californiennes de 1834, elle est finalement récupérée par l'Église catholique qui la consacre à nouveau en 1884. 
Dès 1888, Carmel City est présentée comme un lieu de retraite catholique. Une première carte de la ville consiste en un ensemble de 135 lots répartis sur quatre axes de circulation. Le bâtiment des services postiers de la ville date de 1889 (ou 1904). Le nom Carmel-by-the-Sea apparaît en 1892. La Carmel Development Company est fondée en 1902 par J. Franklin Devendorf et Frank Powers. La ville est incorporée en 1916. 
Historiquement, les maisons de la ville n'étaient pas numérotées (pas de numéros de rue). En 1953, la ville menace de faire sécession de l'État de Californie pour défendre son droit à ne pas numéroter ses propriétés. Pour indiquer un lieu, un ensemble de directions était donné (à gauche de l'église, au fond de la rue, ...). En 2024, la mairie vote pour la mise en place d'une numérotation par rue des propriétés de la ville.

## Culture

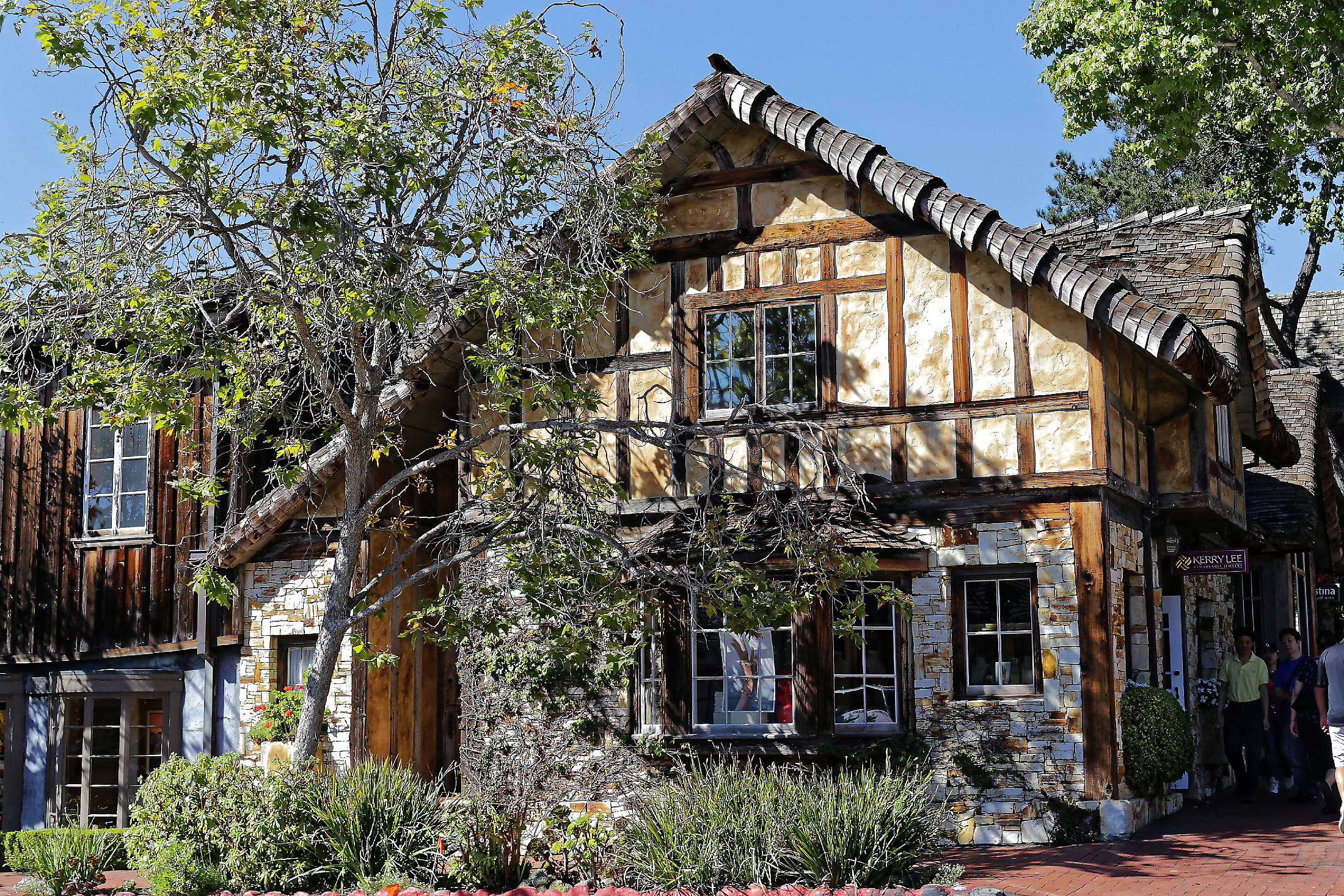
Carmel by the Sea.

La localité a accueilli de nombreux écrivains tels que Jack London, Georges Simenon, Ambrose Bierce, Robinson Jeffers, George Sterling, Mary Hunter Austin ou encore Robert A. Heinlein, mais également des photographes tels que Edward Weston ou Arnold Genthe. 
L'acteur-réalisateur Clint Eastwood fut maire de la ville de 1986 à 1988. 
Elle est connue pour le théâtre de plein air Forest Theater (en) (1910). Le terrain de golf de Pebble Beach est visible depuis la plage de Carmel.
| 1920 | 1930  | 1940  | 1950  | 1960  | 1970  |
| ---- | ----- | ----- | ----- | ----- | ----- |
| 638  | 2 260 | 2 837 | 4 351 | 4 580 | 4 525 |

| 1980  | 1990  | 2000  | 2010  | - | - |
| ----- | ----- | ----- | ----- | - | - |
| 4 707 | 4 239 | 4 081 | 3 722 | - | - |

## Liste de tournages
- 1914 : The Valley of the Moon, d'Hobart Bosworth
- 1926 : A Woman of the Sea, de Josef von Sternberg
- 1937 : Double Wedding, de Richard Thorpe
- De décembre 1946 à février 1947[6] : L'Aventure de madame Muir (The Ghost and Mrs. Muir), de Joseph L. Mankiewicz(1909-1993)
- 1951 : The Second Woman, de James V. Kern
- 1955 : The Fast and the Furious, de John Ireland et Edward Sampson
- 1956 : Le Diabolique M. Benton (Julie), d'Andrew L. Stone
- 1959 : Ils n'ont que vingt ans, de Delmer Daves
- 1961 : La Fiancée de papa (The Parent Trap), de David Swift
- 1970 : Marsha, the Erotic Housewife, de Donald A. Davis
- 1971 : Un frisson dans la nuit  (Play Misty for Me), de Clint Eastwood
- 1980 : Seems Like Old Times, de Jay Sandrich
- 1983 : Right of Way, de George Schaefer (TV)
- 1992 : Basic Instinct, de Paul Verhoeven
- 1994 : Don't Pave Main Street: Carmel's Heritage, de William T. Cartwright et Julian Ludwig (documentaire)